# Piccardthof (volkstuincomplex)

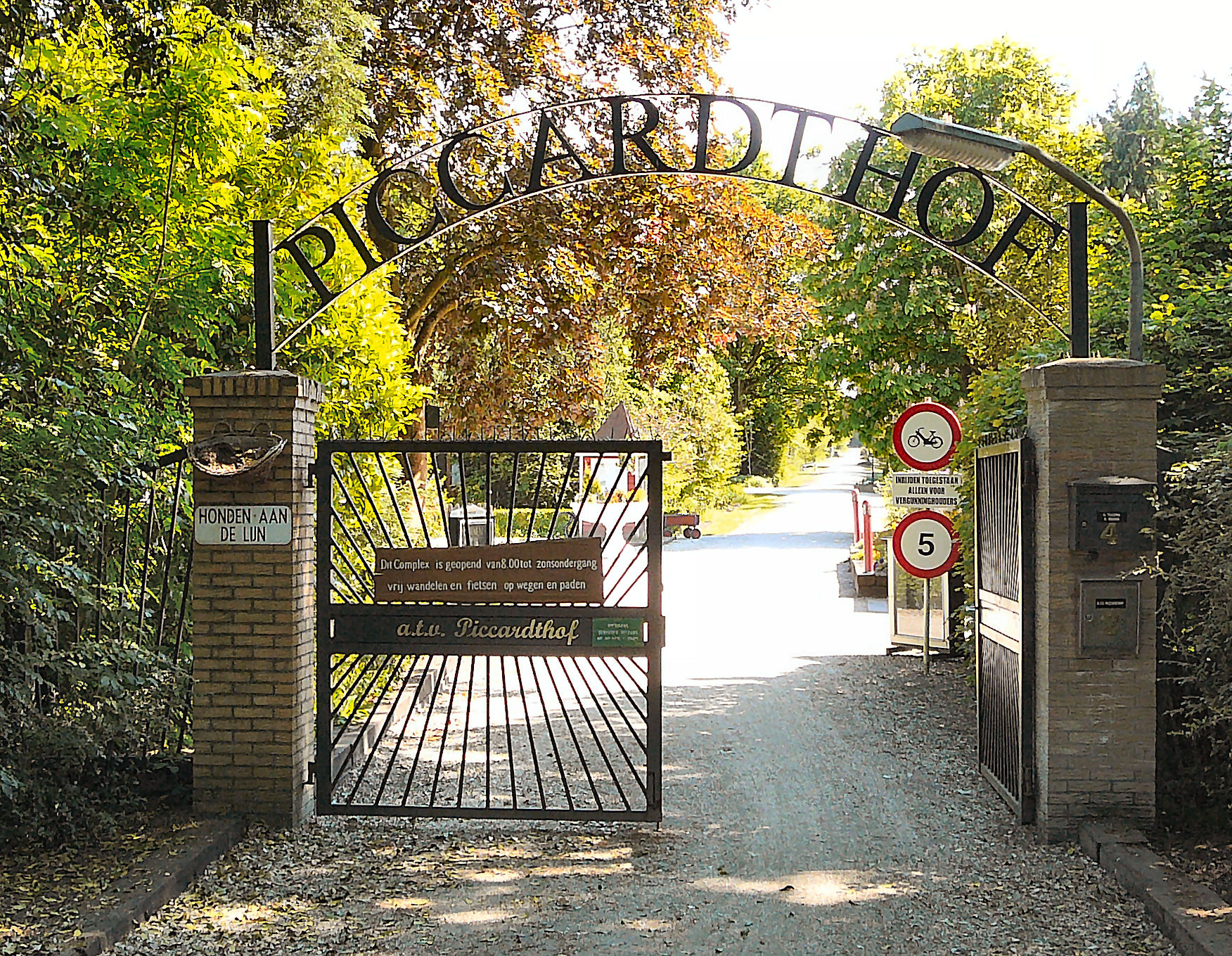
Een van de 2 ingangen van de Piccardthof.

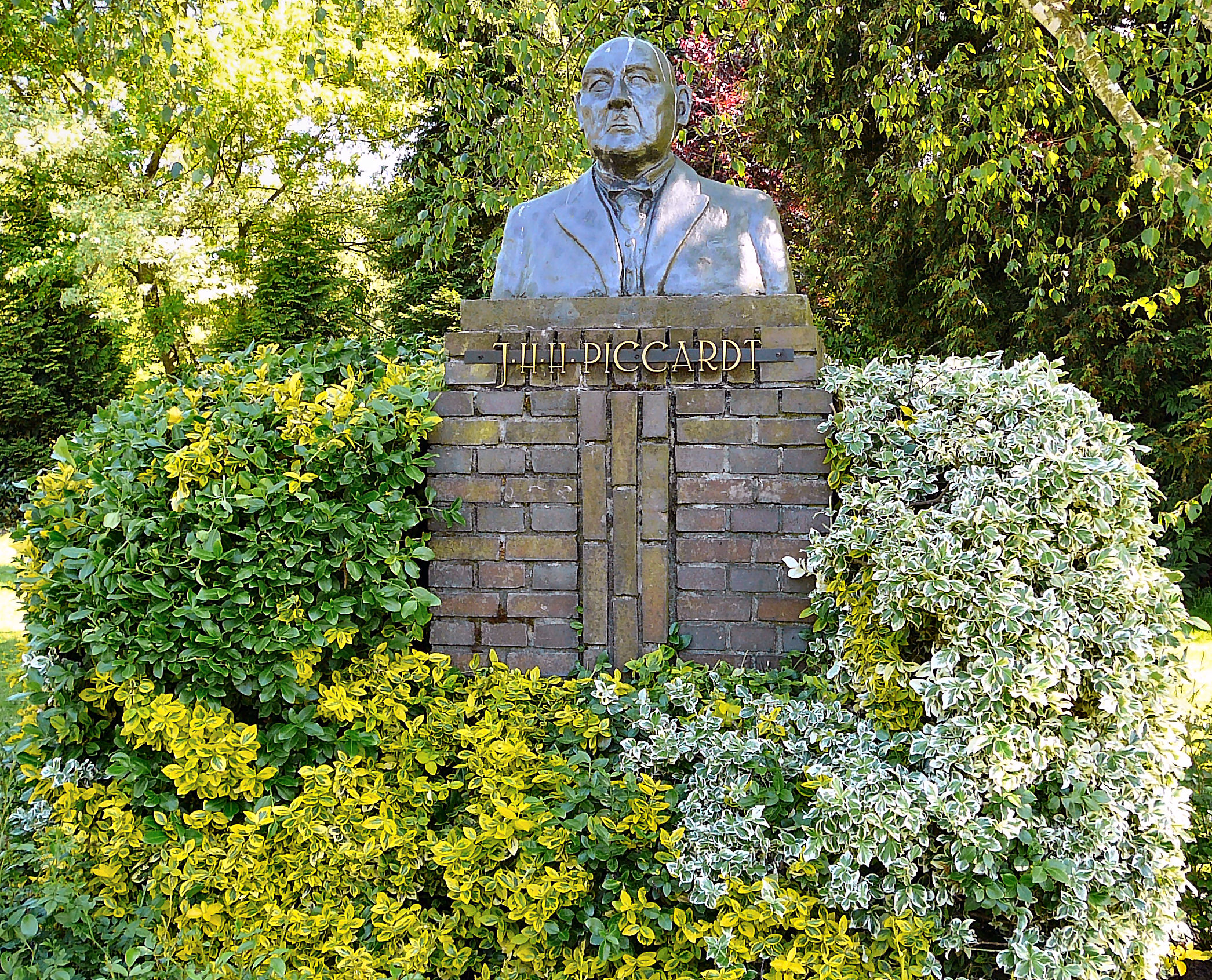
Een beeld van Piccardt op het terrein.

Piccardthof is een volkstuincomplex aan de rand van de stad Groningen. Het is gelegen ten zuidwesten van de stad, tussen de A7 en de Piccardthofplas.

Het ruim 18 hectare grote gebied met meer dan 300 tuinen wordt beheerd door een Amateur Tuinders Vereniging.

## Oprichting
Omstreeks 1938 werd in Groningen de Bond van Volkstuinders opgericht, die het gemeentebestuur al vrij snel verzocht een volkstuincomplex mogelijk te maken. In 1942 resulteerde dit in de oprichting van het complex door enkele stad-Groninger notabelen. Een van hen was Jan Hendrik Herman Piccardt, waarnaar de naam van het volkstuincomplex verwijst.

## Natuur
Op het complex ligt de nadruk op tuinieren met respect voor de natuur. In dit verband bevinden zich op het terrein o.a. ook een vlindertuin, een bloementuin, een bloemenweide, een paddenpoel en een bijenstal. Het gebied kent een gevarieerde flora en fauna; hieronder ook een aantal vrij bijzondere vogelsoorten, zoals de ransuil en de ijsvogel.

In 2009 ontving de Piccardthof de hoogste onderscheiding voor natuurlijk tuinieren.

## Nieuwe wijk
Aan de zuidkant van de Piccardthofplas is een nieuwe wijk gebouwd met dezelfde naam. De wijk wordt vaak ten onrechte met het volkstuincomplex verward. In de nieuwe wijk zijn alle straatnamen naar vogels vernoemd zoals de Lepelaar en de Rietgans.